# 교향곡 2번 (베토벤)
《교향곡 2번 라장조, 작품 번호 36》은 루트비히 판 베토벤이 1801년부터 1802년 사이에 작곡한 전4악장의 교향곡이다. 이른바 "초기 양식" 또는 "최초 양식"이라고 불리는 시기의 양식에 있어서의 베토벤의 마지막 작품 중 하나이다.

## 개요
베토벤 초기의 마지막 작품 중 하나로, 단편적 착상은 《교향곡 1번》의 작곡 중인 1800년으로 거슬러 올라간다. 본격적인 작곡은 1801년에 시작되고 있다, 완성은 1802년 3월에 이루어진 것으로 추정되는데, 이 시기는 베토벤의 지병인 난청이 특히 악화된 시기로, 10월에는 하일리겐슈타트 유서도 쓰고 있지만, 작품에서 고통의 흔적은 거의 찾아보기 힘들다.
작품은 형식적으로는 아직 하이든의 틀 속에 있지만, 작곡 기법으로는 《교항곡 1번》보다 더 진보하고 1악장 서주의 규모가 확대되어 중요성이 더해진 점, 주제(동기)의 노작이 더욱 치밀해지고 소나타 형식 악장에서 코다가 제2전개부로서의 면모를 보이기 시작했다는 점 등이 주목된다. 악기법의 측면에서도 목관악기(특히 클라리넷)의 활용이나 첼로와 콘트라베이스를 분할하여 취급하는 방법이 현저해지고 있다는 점이 주목된다.
초연은 1803년 4월 5일에 빈 근교의 테아터 안 데어 빈에서 《피아노 협주곡 3번》, 오라토리오 《강람산 위의 그리스도》와 함께 작곡가인 베토벤의 지휘로 이루어졌다. 초판은 이듬해인 1804년 3월에 간행되었고, 헌정은 카를 폰 리히놉스키 공작에게 이루어졌다.
베토벤은 표준 미뉴에트 없이 이 곡을 작곡했는데, 스케르초와 피날레는 베토벤의 음악적 농담으로 가득 차 있어 많은 동시대 비평가들의 감성을 놀라게 했다. "차이퉁 휘어 디 엘레간테 벨트"(우아한 세계를 위한 신문)에서의 빈의 한 비평가는 이 교향곡에 대해 "죽기를 거부하는 무신경한 괴물, 끔찍하게 몸부림 치는 상처 입은 용은 피날레에서 피를 흘리면서도 딱딱한 꼬리로 격렬하게 쿵쾅 거린다."라고 썼다.
훗날 이 곡은 작곡자 자신의 손에 의해 동일한 작품 번호로서 피아노 삼중주 버전으로 편곡되었다(1805년 간행됨). 이는 당시의 서민들에게 있어서 관현악곡을 듣는 것은 고가이었기 때문에 작품을 손쉽게 가정에서 즐길 수 있게 할 필요가 있었기 때문이라고 생각해 볼 수 있다.
이 작품은 지휘자 세르주 첼리비다케에게 있어 뮌헨 필과의 마지막 공식 연주곡이 되는 것으로도 알려져 있다.

## 악기 편성
| 오케스트라 | 오케스트라 | 오케스트라 | 오케스트라   | 오케스트라 | 오케스트라 | 오케스트라  | 오케스트라  |
| 목관 악기  | 목관 악기  | 금관 악기  | 금관 악기    | 타악기     | 타악기     | 현악 합주단 | 현악 합주단 |
| ---------- | ---------- | ---------- | ------------ | ---------- | ---------- | ----------- | ----------- |
| 플루트     | 2          | 호른       | 2            | 팀파니     | 한 쌍      | 제1바이올린 | ●           |
| 오보에     | 2          | 트럼펫     | 2            | 기타       |            | 제2바이올린 | ●           |
| 클라리넷   | 2          | 기타       |              | 기타       | 비올라     | ●           |             |
| 바순       | 2          | 기타       | 첼로         | 기타       | ●          |             |             |
| 기타       |            | 기타       | 콘트라베이스 | 기타       | ●          |             |             |

## 악장 구성
작품은 전 4악장으로 구성된다. 일반적인 연주 시간은 33분에서 36분 정도이다.

### 제1악장. 아다지오 몰토 - 알레그로 콘 브리오
라장조, 서주가 있는 소나타 형식, 4/4 박자 - 3/4 박자.
서주부는 대담한 조바꿈을 포함한 대규모의 것으로, 중간에 라단조의 주화음이 아르페지오로 하강하는 패시지를 볼 수 있어, 《교향곡 9번》의 제1악장 제1주제를 방불케 한다. 주부는 힘찬 첫 번째 주제와 부드러운 두 번째 주제를 갖는다. 전개부는 길게 2부로 나누어져 있으며, 또한 코다도 길고 제2전개부로서의 역할도 담당한다.

### 제2악장. 라르게토
가장조, 소나타 형식, 3/8 박자.
선율의 아름다움으로 유명하며, 나중에는 누군가에 의해 가사가 붙여져 가곡이 되기도 했다. 제1주제부는 길게 현악부에서 시작, 목관으로 반복된다. 제2주제도 제1바이올린에서 이끌어진다. 코데타 이후에 반복없이 제1주제를 주로 한 전개부에 들어가게 된다. 재현부는 대위법을 효과적으로 사용한 것이지만 흐름 자체는 제시부와 다르지 않다.

### 제3악장. 스케르초. 알레그로 - 트리오
라장조, 복합 세도막 형식, 3/4 박자.
베토벤이 교향곡에 처음으로 "스케르초"의 명칭을 사용한 악장이다. 트리오의 선율은 나중에 발표될 《교향곡 9번》의 스케르초 트리오와 유사하다. 베토벤의 교향곡 무곡악장 중 가장 규모가 작다.

### 제4악장. 알레그로 몰토
라장조, 론도 소나타 형식, 2/2 박자.
누군가에게 질문하는 독특한 동기의 첫 번째 주제로 시작되고, 그 동기가 악장 전체를 지배하고 있다. 첼로에 의한 전원적인 경과구 이후 목관에 제2주제가 나타난다. 짧은 코데타 이후에는 전개부로 이행한다. 《6번》이나 《8번》 피날레와 마찬가지로 제시부 반복 기호는 없다. 전개부는 극적인 박력을 수반하여 총휴지를 효과적으로 사용해 진행한다. 재현부는 형식대로인 것이 되고 있으며 코다는 전체의 3분의 1을 차지하는 장대한 것이다.